# Apogonichthyoides niger
Apogonichthyoides niger is een straalvinnige vissensoort uit de familie van de kardinaalbaarzen (Apogonidae). De wetenschappelijke naam van de soort is voor het eerst geldig gepubliceerd in 1883 door Döderlein.